# Fredrica Löf
Fredrica Löf   (Parròquia de Klara, 7 de desembre de 1760 - Torsåker parish, 17 de juliol de 1813) Johanna Fredrica Löf, també coneguda com a Jeanette Fredrique Löwen, va ser una actriu sueca activa a Dramaten 1788–1809. Va ser la primera prima donna de Dramaten.

## Biografia
Fredrica Löf era filla de Johan Gottfrid Löf, que era corredor, majordom i, finalment, muntador de taula a la cort, i de Catharina Charlotta Stålhammar (en realitat Stålhand). El pare era probablement fill de l'ancià d'Estocolm, Gottfrid Löwe, i havia canviat el seu nom de Löwe a Löf; es diu que abans havia estat cambrer amb Lovisa Meijerfeldt.
Fredrica Löf era la més gran dels nou fills dels pares. Es diu que va néixer el 4 de desembre, però com que va ser batejada el 7 d'octubre, probablement va néixer uns dies abans del seu bateig. Els seus padrins van ser l'esposa d'Axel von Fersen, Hedvig Catharina von Fersen, Hans Henrik von Liewen i el mestre eqüestre Hans Fredrik Ramel.
La família era pobra i vivia a Kindstugatan, i les vuit filles es van conèixer amb el nom de "les noies Löven" com a pertanyents a "el demi-món d'Estocolm", és a dir, prostitutes de luxe. La seva germana Charlotte es va casar amb el baró Axel Adam Hierta el 1780. Després de la mort de Charlotta el 1783, la germana Lovisa es va casar amb el mateix Hierta el 1786–1792 i el 1794 amb el baró Victor von Stedingk.
El 1780, Fredrica Löf està registrada com a soltera amb la seva pròpia residència a Jakobstorg i una filla, Johanna Fredrika.
Fredrica Löf va rebre classes d'arts escèniques al Teatre Francès de la Stora Bollhuset sota la direcció de Jacques Marie Boutet de Monvel; Anne Marie Milan Desguillons va ser, per tant, sens dubte també una de les seves instructores. Possiblement va ser estudiant al teatre francès ja cap a l'any 1780. Després va agafar un nom artístic, que era comú a França, encara que poc comú a Suècia. El 1787 va ser contractada pel teatre en llengua sueca d'Adolf Fredrik Ristell a Stora Bollhuset, i el 1788 va aconseguir una plaça al Dramaten, de recent fundació.

## Carrera
Fredrica Löf va debutar a Dramaten el 6 de maig de 1788 en el paper principal femení a "Siri Brahe i Johan Gyllenstierna", escrita per Gustau III, i va ser un èxit. Marianne Ehrenström la va comparar amb la famosa estrella de l'escenari francesa Marguerite Georges i va ser elogiada tant pel seu òrgan de parla sonor com pel seu bonic rostre de forma grega i per una figura molt ben formada, a través de la qual actuaven, juntament amb molta calidesa natural en la seva interpretació, va captivar irresistiblement el públic". Va ser una de les actrius més populars de Suècia durant el seu apogeu durant la incompetència de Gustau IV el 1792-1796. Es deia que el seu treball es caracteritzava per "noblesa", sentiment i "ànima", adequat per a "tendresa, noblesa"; la veu es descriu com a dolça, clara i rica, i sovint se l'esmenta pel seu vestir elegant.
Fredrica Löf no sabia llegir el text, però va haver d'aprendre els seus papers fent-li llegir el guió. Va ser una de les estrelles de Dramaten i se l'anomena "actriu de teatre dramàtic de l'estat en primera classe".
Fredrica Löf també va ser un dels membres electes de la junta del teatre quan el Dramaten durant els anys 1788–1803 que va ser dirigit com a cooperativa pels mateixos actors. Quan el 1788 es va constituir el Dramaten, es va posar sota la direcció de l'Òpera, però la seva junta interna era gestionada per un comitè de vuit actors sota un encarregat designat per la direcció de l'Òpera. A diferència de l'Òpera i el teatre francès, els actors no cobraven el sou del monarca, sinó de les accions de loteria del negoci, així com una subvenció reial per a tot el teatre.
Entre els seus papers hi havia el paper principal a Semiramis de Voltaire, en el qual va rebre molts elogis per la seva "majestat"; els papers principals a Athalie, Queen Christina (1790), i el paper d'Amalia a Världsförakt och ånger, Mrs. Ferval a i Den förtroliga aftonmåltiden Les noces de Figaro (1799). Va estar activa a Dramaten fins a l'any 1808–1809.

## Privadesa
Durant el seu temps, Fredrica Löf es va parlar molt per la seva vida privada i els seus amors. Löf mai es va casar, però va tenir diversos fills. S'ha declarat que les filles eren fills del príncep Fredrik Adolf, però no està confirmat que Fredrica Löf i el príncep tinguessin una relació.
Tanmateix, Fredrik Adolf i la seva germana, Euphrosyne Löf, que també va ser actriu durant un temps, ho van tenir. El seu fill Johan Davidsson es va convertir en mariner, la seva filla Johanna Fredrika (Jeanette Fredrique) Fredrisen es va casar amb el mestre de cant del Teatre Reial d'Estocolm Carl Magnus Crælius, i Fredrika Theresia Fredrisen es va casar amb el major del noble ensenya Anders Andersson, i després amb l'inspector i llogater a Kalkudden a Södermanland Jonas Peter Rundlöf.
La més famosa va ser la relació de Fredrica Löf amb l'escultor Tobias Sergel, que sembla haver començat cap a l'any 1800 després de molts anys d'amistat.
Fredrica Löf va ser una participant diligent de la vida social artística d'Estocolm i va conèixer, entre d'altres, l'escriptor alemany Martin Friedrich Arendt el 1806. Tenia una casa elegant a Gustav Adolfs torg i la seva pròpia servitud; tenia tres dormitoris amb mobles de seda, bustos de marbre, una minyona de cuina, una criada i una minyona.
En el moment de la seva mort, Fredrica Löf vivia amb el seu cunyat a la seva granja Sörby a la parròquia de Torsåker a Södermanland. Es va informar que estava malalta mentalment en aquell moment.
Diverses representacions de Fredrica Löf, moltes d'elles fetes per Sergel, es conserven al Museu Nacional.